# Paweł Wojciechowski
Paweł Wojciechowski (Bydgoszcz, 6 de junho de 1989) é um atleta polonês especializado no salto com vara. Foi campeão da prova no Campeonato Mundial de Atletismo de 2011 em Daegu, Coreia do Sul.